# Prášily
Prášily là một làng thuộc huyện Klatovy, vùng Plzeňský, Cộng hòa Séc.